# Міккелі
Мі́ккелі (фін. Mikkeli; швед. Sankt Michel; дореволюційна російська назва Санкт-Міхе́ль) — місто в Фінляндії, адміністративний центр провінції Південна Савонія.
Міккелі в перекладі з фінської (як і шведська назва Санкт-Міхель) означає «місто святого архангела Михаїла».
Відстань від Міккелі до Гельсінкі — 228 км, до Санкт-Петербурга — 320 км.

## Історія
У 1270 Міккелі — новгородський погост.
Найстаріша згадка про селище Міккелі 1323 року міститься в Оріхівському договорі, згідно з яким область Саволакс відійшла Шведському королівству.
Міккелі виник в результаті закінчення російсько-шведської війни 1809 року і приєднання Фінляндії до Росії як Великого князівства Фінляндського. Він був заснований 7 березня 1838 за указом імператора Миколи I. У Російській імперії місто було центром Санкт-Михельської губернії; під назвою ляни (губернії) Міккелі вона, як і інші дореволюційні фінляндські губернії, проіснувала до 1897 р., коли увійшла в губернію Східна Фінляндія.
У 1918 році під час громадянської війни, у Міккелі в готелі Seurahuone був створений штаб Білої армії.
У роки Другої світової війни в будівлі середньої школи Міккелі розташовувався головний штаб збройних сил Фінляндії. Через це місто сильно бомбили, але швидко відновлювали, тому що в той час не існувало висотних будівель.